# Kopřivnická vozovka

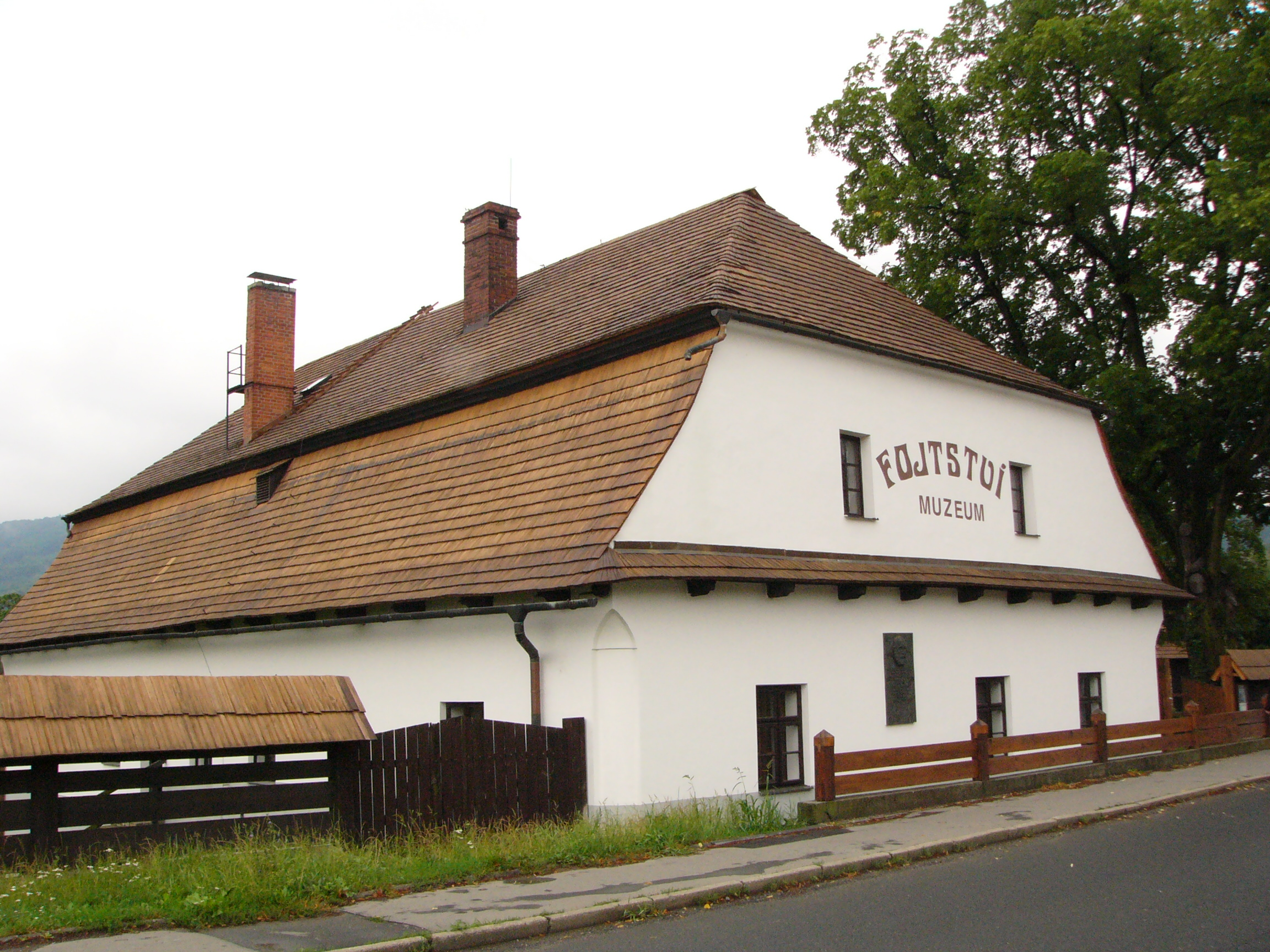
Kopřivnické Muzeum Fojtství kde Ignác Šustala začal s výrobou kočárů

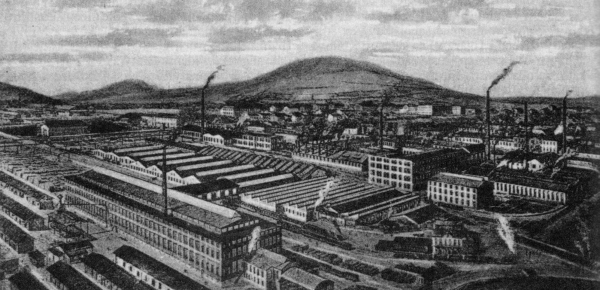
Kopřivnická vagonka v roce 1910

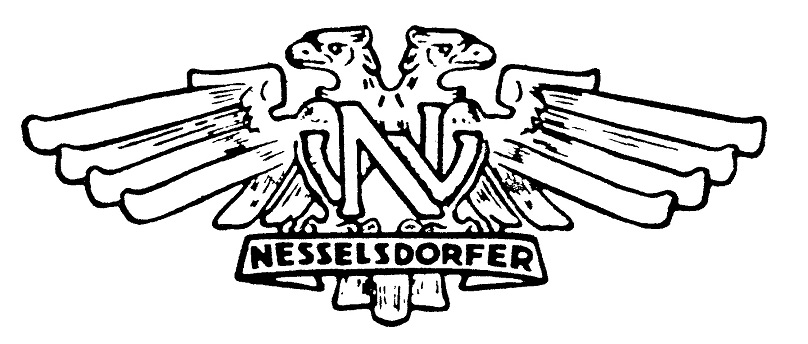
Nesselsdorfer logo

Kopřivnická vozovka (v letech 1891–1923 Nesselsdorfer Wagenbau-Fabriks-Gesellschaft) je přímým předchůdcem dnešní automobilky Tatra. Jejím základem se stala malá dílna na výrobu kočárů a bryček, kterou v roce 1850 založil syn kopřivnického rychtáře a vyučený sedlář Ignác Šustala (1822–1891).

## Historie

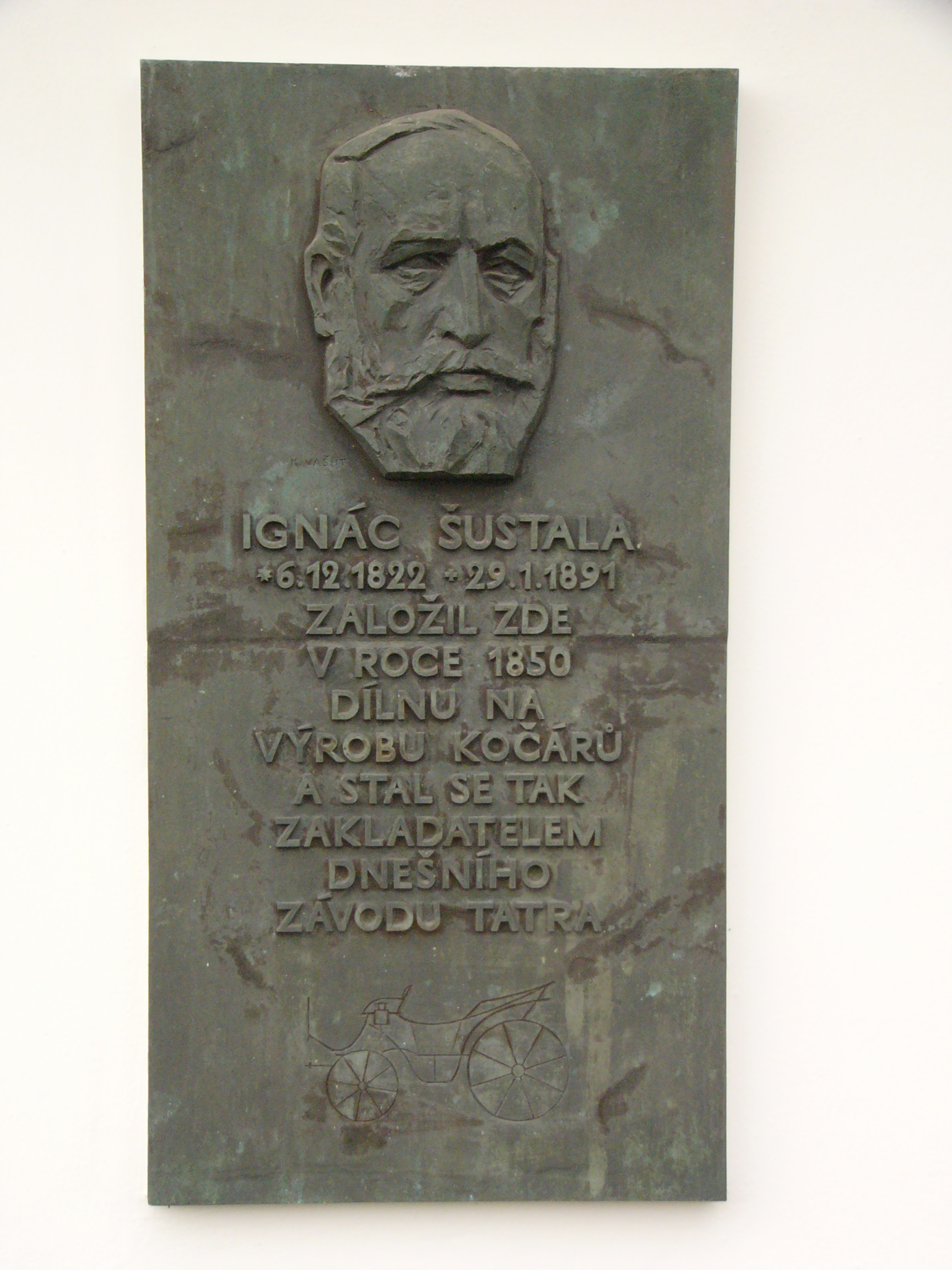
Pamětní deska Ignáce Šustaly v Muzeu Fojtství v Kopřivnici

Původně malou dílničku jen se dvěma dělníky založil Ignác Šustala ve svých 28 letech v roce 1850. Jeho lehké vozy si záhy získaly značnou oblibu, takže mohl zvyšovat výrobu. Roku 1853 vstoupil do podniku jako podílník továrník Adolf Raška a vznikla společnost Ignatz Schustala & Comp, která vyráběla bryčky, převážně takzvanou „Neutitscheinku”, pojmenovanou podle německého názvu nedalekého okresního města Nový Jičín, ale i velké a luxusní cestovní kočáry, později též nákladní a poštovní vozy. Vzrůstající export do Ruska, Haliče, do sousedního Pruska, ale i do zámoří, vedl k založení odbytového skladu v Haliči a filiálek a pobočních závodů v Ratiboři, Wrocławi, Vídni, Praze, Berlíně, Černovicích a v Kyjevě.
Firma se postupně rozrůstala a začala se orientovat na nové druhy dopravy, zejména na železniční. Po smrti Adolfa Rašky v roce 1877 však přišly finanční potíže. V podniku proto uvítali objednávku vagonů pro nově otevřenou lokální dráhu Studénka–Štramberk. Část výrobní kapacity závodu byla vyčleněna pro stavbu železničních vagonů, došlo i ke zřízení vlastní tovární vlečky. V roce 1882 firma dodala prvních 15 železničních vagonů.
Významnou událostí v dějinách společnosti byl kapitálový vstup vídeňských bankéřů bratrů Guttmanových v roce 1891. Z firmy Ignatz Schustala & Comp se tak stala akciová společnost Nesselsdorfer Wagenbau-Fabriks-Gesselschaft se základním kapitálem 2 miliony korun. Jejím ředitelem se stal syn zakladatele podniku Adolf. Ředitelem vagónky a prokuristou se stal inženýr Hugo Fischer z Röslerstammu. Ignác Šustala zemřel nedlouho předtím na infarkt. Čtyři roky nato opustil firmu i Adolf Šustala a stejně jako jeho bratři Ignác ml. a Josef prodal svůj akciový podíl.

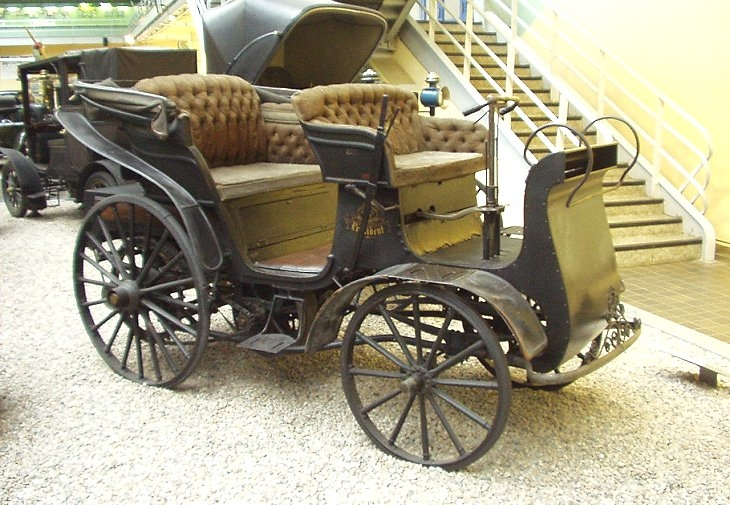
První vyrobený kus, vystavený v Národním technickém muzeu

V roce 1897 přišel další významný mezník v dějinách společnosti. Tehdy v Kopřivnici vyrobili jeden z prvních osobních automobilů ve střední Evropě, legendární NW Präsident. Duchovním otcem vozu byl Leopold Sviták (1856–1931). O uskutečnění jeho stavby se značnou měrou zasloužil také Ing. Fischer z Röslerstammu, a především liberecký továrník baron Theodor von Liebieg, díky jehož přátelství dodal automobilový konstruktér prvního benzinového automobilu Karl Benz do Kopřivnice jeden z dvouválcových motorů vyrobených roku 1897. Dodával pak i další motory pro první série kopřivnických automobilů. Konstrukce vozu Präsident sice vycházela z Benzova automobilu, v Kopřivnici však přidali několik originálních prvků a vylepšení. Například karoserie vozu typu Phaeton byla odvozena od vlastní bryčky Mylord. Vznikl tak odlišný automobil, než byl původní vůz z mannheimské automobilky. Kromě Leopolda Svitáka se na konstrukci vozu podíleli také inženýři Rumpler a Sage a spolu s nimi i mladý Hans Ledwinka, tvůrce takzvané Koncepce Tatra.

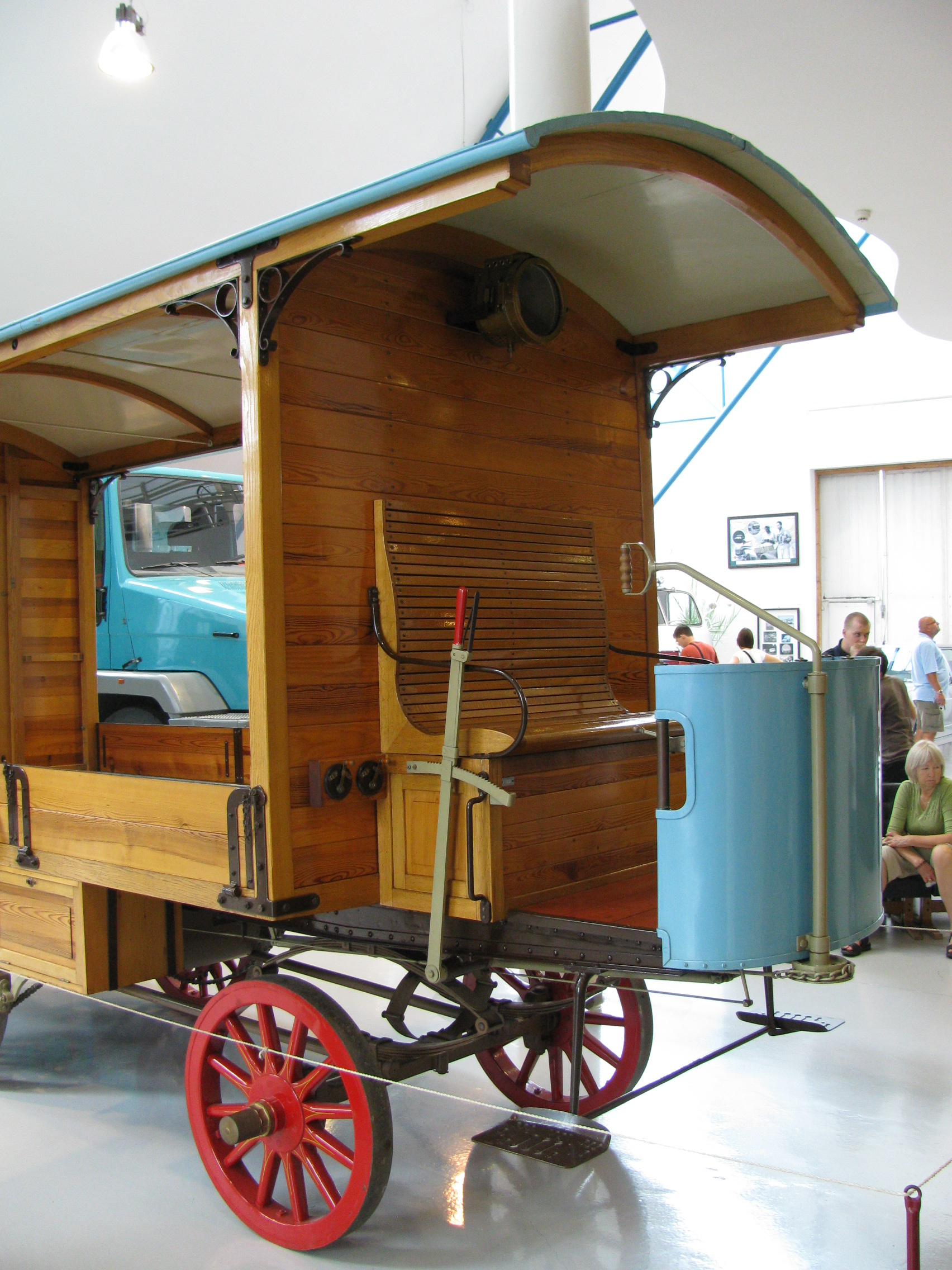
Replika 1. nákladního vozu NW v kopřivnickém muzeu

Následujícího roku, 1898, spatřil světlo světa první nákladní automobil vyrobený ve střední Evropě. Bylo to pouhý rok poté, co v automobilce Daimler Motoren Gesellschaft vyrobili vůbec první nákladní automobil na světě.
Nedlouho před 1. světovou válkou zaměstnávala společnost 5300 dělníků a 350 úředníků.
Po vzniku Československa byl název firmy změněn z Nesselsdorfer Wagenbau na Kopřivnická vozovka, a.s. V roce 1919 se na nákladních automobilech NW TL 2 a NW TL 4 poprvé objevil nápis TATRA. Změněná politická situace v poválečné době se podepsala na zhoršení odbytu železničních vagonů. V roce 1923 byla Kopřivnická vozovka začleněna do koncernu Ringhoffer. V letech 1927–1936 nesla jméno Závody Tatra, a.s., poté byla přejmenována na Ringhoffer-Tatra a.s.
Výraznou osobností firmy byl konstruktér a dlouholetý technický ředitel Hans Ledwinka, který zde byl zaměstnán v letech 1897–1945. Právě on byl tvůrcem dodnes Tatrou využívané koncepce podvozku s centrální rourou a kyvnými nápravami, který se také označuje jako páteřový rám, ovšem ve světě je známější označení Koncepce Tatra (Tatra-concept).
Krátce po 2. světové válce byl podnik znárodněn, jméno Ringhoffer muselo zmizet a závody, jež byly součástí Ringhofferovy a. s., byly převedeny na národní podnik Tatra neboli Tatra národní podnik.

## Automobily

### Osobní vozy
| Model                             | Doba výroby          |
| --------------------------------- | -------------------- |
| Präsident                         | 1897                 |
| Präsident II                      | 1899                 |
| NW A čtyřsedadlový                | 1900                 |
| NW A II čtyřsedadlový             | 1900                 |
| Závodní automobil (NW Rennzweier) | 1900                 |
| Elektromobil (NW Elektromobil)    | 1900                 |
| NW A Modell 1901                  | 1900–1901            |
| NW A nový čtyřsedadlový           | 1901–1902            |
| NW A dvousedadlový                | 1901–1902            |
| NW B                              | 1902–1904            |
| NW C                              | 1902–1905            |
| NW D                              | 1902–1905            |
| NW E                              | 1904–1906            |
| NW F                              | 1906                 |
| NW J 30                           | 1906                 |
| NW L                              | 1906–1911            |
| NW S 4 16/20 hp                   | 1906–1911            |
| NW J 40                           | 1907–1908, 1910–1911 |
| NW S 4 20/30 hp                   | 1910–1916            |
| NW S 6 40/50 hp                   | 1910–1914            |
| NW T                              | 1914–1925            |
| NW U                              | 1914–1925            |

NW = Nesselsdorfer (Kopřivničan)

### Nákladní automobily a autobusy
| Typ                                    | Doba výroby |
| -------------------------------------- | ----------- |
| První nákladní automobil NW (prototyp) | 1898        |
| Druhý nákladní automobil NW (prototyp) | 1909        |
| NW K                                   | 1909–1911   |
| NW M                                   | 1909–1911   |
| NW R                                   | 1908        |
| NW O                                   | 1907–1909   |
| NW SO                                  | 1910–1914   |
| NW TO                                  | 1920–1928   |
| Model T 14/40 (prototyp)               | 1914        |
| Tatra TL 2                             | 1915–1924   |
| Tatra TL 4                             | 1916–1924   |